# لوییس مارتین (وزنه‌بردار)
لوییس مارتین (انگلیسی: Louis Martin؛ ۱۱ نوامبر ۱۹۳۶ – ۱۶ ژانویه ۲۰۱۵ (aged 78)) ورزشکار وزنه‌برداری اهل بریتانیا بود.
وی در مسابقات کشوری و بین‌المللی در مجموع برندهٔ ۱۱ مدال طلا، ۴ مدال نقره، ۱ مدال برنز شده‌است.